# Alden (wieś)
Alden – wieś w Stanach Zjednoczonych, w stanie Nowy Jork, w hrabstwie Erie.